# قیاس‌لی (ساموخ)
قیاس‌لی (به لاتین: Qiyaslı) یک منطقه مسکونی در جمهوری آذربایجان است که در شهرستان ساموخ واقع شده است. قیاس‌لی ۴۸۱ نفر جمعیت دارد.